# Swertia punicea
Swertia punicea är en gentianaväxtart som beskrevs av William Botting Hemsley. Swertia punicea ingår i släktet Swertia och familjen gentianaväxter. Utöver nominatformen finns också underarten S. p. lutescens.